# VL Kotka
Il VL E.30 Kotka (in finlandese Aquila) era un bombardiere e ricognitore sviluppato dall'azienda finlandese Valtion Lentokonetehdas negli anni trenta per la Suomen ilmavoimat e costruito in alcuni esemplari.

## Storia del progetto

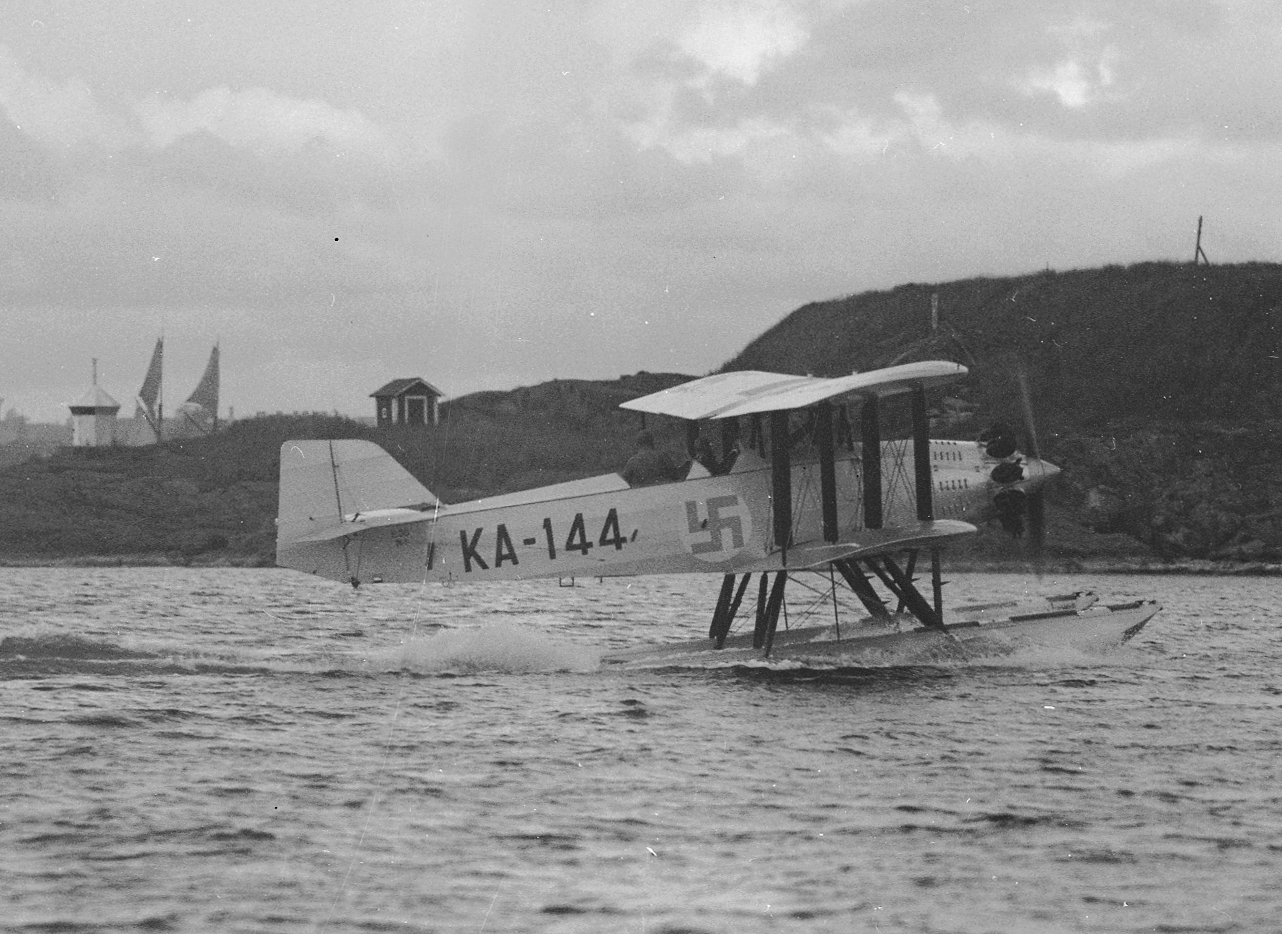
Il prototipo del Kotka I

Alla fine degli anni venti la Suomen ilmavoimat, trovandosi nella necessità di sostituire l'IVL A.22 Hansa ed i bombardieri leggeri allora in uso, acquistò la licenza di costruzione del Blackburn Ripon. Questo però una volta entrato in produzione si rivelò troppo costoso e fu pertanto progettato in breve tempo da parte dell'ufficio tecnico della fabbrica aeronautica di stato (Ilmailuvoimine Lentokonetehtaan), diretto dall'ingegnere Kurt Volmar Berger, un biplano dotato di motore motore radiale Gnome-Rhône Jupiter IV da 420 CV. L'aereo venne denominato VL E.30 Kotka I (codice KA-144) e volò sul finire del 1930, soddisfacendo i requisiti richiesti anche se furono necessarie diverse modifiche ad ala e fusoliera sugli aerei di serie, denominati Kotka II, che entrarono in costruzione a partire dal 1931 per un totale di cinque esemplari, aventi codici da KA-145 a KA-149.
Fu installato inizialmente il più potente motore Pratt & Whitney R-1690, ma dopo i primi due esemplari questo fu sostituito dal Wright R-1820 che fu montato anche sul secondo degli esemplari prodotti, rimpiazzando il motore iniziale. L'ultimo esemplare prodotto, avendo ali diverse, un anello Townend sul motore ed altre modifiche minori, ebbe invece la denominazione di E.31 Kotka II. Fu progettato un possibile sviluppo dotato di fusoliera metallica, ma non ne fu mai approvata la costruzione.

## Tecnica
Il VL Kotka era un monomotore biplano di impostazione classica, realizzato con una struttura completamente lignea ricoperta da tessuto. La configurazione alare era biplana, con le ali collegate tra loro da due coppie di montanti per ciascun lato, integrati da tiranti in cavetto d'acciaio. La fusoliera presentava un abitacolo aperto destinato all'equipaggio, composto da pilota ed osservatore/mitragliere. Il carrello d'atterraggio era triciclo posteriore fisso, con pattino di coda, ma le ruote potevano essere sostituite da sci per l'uso invernale o galleggianti che lo rendevano un idrovolante.
Il propulsore sul prototipo (Kotka I) era un motore radiale Gnome-Rhône Jupiter IV a 9 cilindri, raffreddato ad aria, eroganti la potenza di 420 hp ed azionante un'elica bipala lignea a passo fisso; sui velivoli di serie (Kotka II) fu sostituito dapprima dal Pratt & Whitney R-1690 e poi dal Wright R-1820 da 575 hp.
L'armamento si basava su una mitragliatrice Vickers calibro 7,7 mm anteriore sul lato sinistro sparante attraverso il disco dell'elica ed una o due Lewis di pari calibro brandeggiabili per il secondo membro dell'equipaggio, più un carico di bombe, portate sotto la fusoliera, fino a 300 kg.

## Impiego operativo
L'aereo rimase in produzione per un solo anno, in quanto ben presto l'aeronautica finlandese si rese conto che non era in grado di sostituire pienamente il Blackburn Ripon, che quindi continuò ad essere prodotto ed utilizzato in maggior numero. Allo scoppio delle ostilità con l'Unione Sovietica, al contrario di questo il Kotka era stato infatti già ritirato dal servizio attivo per essere utilizzato quale aereo da collegamento. L'ultimo esemplare (KA-148) venne definitivamente radiato nel 1944, anche se continuò ad effettuare ancora qualche volo fino al 1945.

## Versioni
- VL E.30 Kotka I: un prototipo dotato di motore radiale Gnome-et-Rhone Jupiter IV da 420 hp.
- VL E.30 Kotka II: versione ulteriormente sviluppata del E.30 costruita in cinque esemplari, dotati definitivamente di motore Wright R-1820 da 575 hp.

## Utilizzatori
Finlandia
- Suomen ilmavoimat

## Esemplari attualmente esistenti
Attualmente è stato preservato un unico esemplare incompleto del Kotka II, avente codice KA-147, che si trova presso il museo aeronautico del Päijät-Häme (Päijät-Hämeen ilmailumuseo) di Asikkala.